# 日精
日精（にっせい、慶長5年（1600年） - 天和3年11月5日（1683年12月22日））は、日蓮正宗総本山大石寺第17世法主。江戸時代初期の大石寺の復興の賢上人と言われた。

## 略歴
- 慶長5年（1600年）、誕生。
- 寛永9年（1632年）1月、江戸法詔寺において16世日就より付嘱を相承す。

1月21日、大石寺大坊に入り、第17世として登座す。
11月15日、敬台院の寄進により、大石寺に御影堂を建立す。
日興・日目の両師300遠忌を奉修す。
- 寛永10年（1633年）、18世日盈に法を付嘱す。
- 寛永12年（1635年）10月6日、『日興筆安国論問答』を書写す。
- 寛永14年（1637年）春、日精再住。敬台院日詔の推挙により公儀の年賀に乗輿を免許せらる。
- 寛永15年（1638年）、大石寺の中門（二天門）を建立し、総門（黒門）を再建す。

江戸下谷常在寺を再建す。本行院日優を化し、江戸常泉寺・下総中田真光寺が大石寺末寺となる。
- 正保2年（1645年）、19世日舜に法を付嘱し隠棲す。
- 明暦2年（1656年）、御書要文2巻を編す。
- 明暦3年（1657年）5月8日、『富士門家中見聞』（家中抄）中巻を草す。
- 万治3年（1660年）4月8日、大石寺客殿安置大聖人ならび日興の両御影を造立す。
- 寛文2年（1662年）12月18日、江戸下谷常在寺にて『富士門家中見聞』（家中抄）3巻を著す。
- 寛文9年（1669年）、寺社奉行の召により京本圀寺と越後本成寺の本末争いを決着す。
- 延宝8年（1680年）9月29日、甲斐大杉山有明寺安置日有御影を造立す。
- 天和3年（1683年）11月5日、84歳で死去。

## 富士門家中見聞
『富士門家中見聞』（ふじもんけちゅうけんもん、『家中抄』（けちゅうしょう）とも）3巻（上中下）は、寛文2年（1662年）12月18日、江戸下谷（したや）の常在寺にて日精が上代歴代法主をはじめとする主な僧侶の伝記を記した書。日精の真筆が大石寺に現存しており、富士門流上古時代の貴重な歴史資料となっている。
- 上巻には、第二祖日興一代の伝記が記されている。
- 中巻には、本六人や新六人の伝記が記されている。
- 下巻には、本六人・新六人以外の日興時代の弟子、また第5世日行より第18世日盈までの伝記が記されている。

ただし、下巻の歴代法主の伝記には日精自身の伝記は除き、第16世日就伝の次に、すでに死去（1638年）している第18世日盈伝を記している。また、第48世日量は『続家中抄』を著し、『家中抄』で除かれた第17世日精と第19世日舜より第50世日誠までの伝記を記している。よって、『家中抄』と『続家中抄』をつなぐと、日就 - 日盈 - 日精 - 日舜という順番になり、あたかも日盈が第17世のように見え誤解を招くが、『家中抄』の「日就伝」の中に、「（日就は）江戸法詔寺に下向して直受相承を以って予（日精）に授け」とある。また、『続家中抄』の「日精伝」にも、「就師（日就）江戸法詔寺に下り、金口嫡嫡の大事を以って師（日精）に完付す、盈師（日盈）病に因って湯治の為めに会津実成寺に退穏し、終に彼の地に於いて遷化したもう。之れに依って師（日精）同じく（寛永）14年の春、本山に移転し正嫡十八の嗣法となる」とある。したがって正確には、第16世日就 - 第17世日精 - 第18世日盈 - 第18世日精 - 第19世日舜となるが、日盈を第17世とする文はない。

## 伝説
- 出生伝説では、父は後陽成天皇、母は近衛前子（中和門院）とされる。

## その他
- 明治以前までは、大石寺の中興二世とは日有・日精であった。その頃は、現代中興二世に立てられている日寛は、入っていなかった。その後、日亨の研究により、日寛が中興二世にたてられるに及び、外された。

## 引用・参考文献
- 堀米日淳編 『日蓮正宗聖典』（細井日達発行、1978年12月）
  - 日精 「家中抄（上・中・下）」
  - 日量 「続家中抄」
- 『日蓮正宗入門』（大石寺、2002年1月）
- 『宗旨建立と750年の法灯』（大石寺、2003年3月）

| 先代 日就 | 大石寺住職一覧 | 次代 日盈 |